# Cola reticulata
Cola reticulata là một loài thực vật có hoa thuộc họ Sterculiaceae.
Loài này có ở Bờ Biển Ngà, Ghana, và Guinea.
Chúng hiện đang bị đe dọa vì mất môi trường sống.